# Cerebrale hemisfeer
Een cerebrale hemisfeer of hemispherium cerebri is een van beide delen van de grote hersenen, die verticaal in het midden gescheiden zijn. De grotehersenhelft wordt kortweg ook hersenhelft genoemd.
Strikt genomen zijn er geen twee maar vier hersenhelften, omdat de gehele hersenen bestaan uit de grote hersenen (cerebrum) onder te verdelen in de twee eerder genoemde helften en de kleine hersenen (cerebellum) met ook twee helften. In het laatste geval spreek men van de kleinehersenhelften of hemispheria cerebelli.
De beide grotehersenhelften worden door het corpus callosum en nog enkele andere structuren met elkaar verbonden. Door deze verbindingen vindt er wederzijds informatieoverdracht tussen de grotehersenhelften plaats. De buitenste laag van beide grotehersenhelften bestaat uit grijze stof. Deze laag noemt men de cortex cerebri of grotehersenschors. Onder de buitenste laag bevindt zich een laag witte stof.
De linker en rechter grotehersenhelften zijn in veel opzichten asymmetrisch. De verhouding in hoeveelheid van verschillende celtypen varieert en ook de aanwezigheid van verschillende hormonen en neurotransmitters. De hersengebieden voor spraak, het centrum van Broca en het centrum van Wernicke, bevinden zich in de taaldominante hemisfeer; bij ongeveer 95% van de bevolking is dit de linkerhemisfeer.
Door kruising van de zenuwbanen in de medulla oblongata stuurt de linkerhersenhelft de rechterkant van het lichaam aan en omgekeerd. Ook de zintuigelijke informatie van ogen en oren gaat naar de tegengestelde hemisfeer.
Er wordt wel gezegd dat de taaldominante hemisfeer verantwoordelijk is voor logisch en ruimtelijk denken, en de niet-taaldominante voor intuïtie en creativiteit. Hierover is de wetenschap het echter nog niet eens (zie verder lateraliteit).